# Międzyrzec Podlaski
Międzyrzec Podlaski [mʲɛnˈd͡zɨʐɛt͡s pɔdˈlaskʲi] är en stad i östra Polen. Den ligger i Lublins vojvodskap. Staden hade 17 003 invånare (2016). Międzyrzec Podlaski grundades omkring år 1174.